# Карен (Котбус)

Расположение на карте Котбуса

Ка́рен или Ко́рень (нем. Kahren; н.-луж. Kórjeń) — один из районов Котбуса, федеральная земля Бранденбург, Германия.

## География
Расположен в южной части города. Через центр района проходит автомобильная дорога L50 и примерно в одном километре севернее — автомобильная дорога B168 и южнее — автомагистраль A15. В состав района входят расположенные на западе от Карена населённый пункт Карлсхоф (Вольшина) и на северо-западе — населённый пункт Нуцберг (Нузберк).
На западе граничит с районами Кикебуш (Кибуш) и Браниц (Рогеньц). На востоке граничит с общиной Нойхаузен и районом Шпре-Найсе.

## История
Впервые упоминается в 1300 году. До конца XVI века деревня принадлежала роду Лёбен. В последующее время находилась в собственности родов фон Паннвиц и фон Клайст. В 1346 году в деревне была построена церковь во имя Иоанна Крестителя, которая была перестроена в 1500 году, в XVII и XIX веках. Этот храм был значительно разрушен при бомбардировки Котбуса во время Второй мировой войны.
В конце XVII века пастор Иоганн Готлиб Фабрициус перевёл на нижнелужицкий язык Новый Завет и Малый катехизис Мартина Лютера, которые были изданы в 1706 году. В 1779 году в деревне был построен кирпичный завод. С 1851 года деревней владела графиня Аннуциата фон-унд-цу Вестерхольт-Гизенберг и с 1878 года — граф Гейнрих фон Пюклер. Земельные наделы находились в собственности рода фон Пюклер до экспроприации в 1945 году.
После Венского конгресса деревня перешла в Пруссию. До июля 1952 года находилась в составе района Котбус. После территориальной реформы вошла в состав общины Котбус-Ланд района Котбус. 6 декабря 1993 года деревня вошла в городские границы Котбуса в статусе отдельного района
В 1932 году деревню посетил король Египта Ахмед Фуад I, который был гостем семьи Пюклеров.
До начала XX века деревня была полностью славянской. Во время наступления советских войск на Берлин деревня была разрушена на 80%. Во времена ГДР в деревне действовали сельскохозяйственный кооператив, ремесленные предприятия, детский сад, пекарня и парикмахерская. В 2007 году по решению городского совета была закрыта средняя школа.
В настоящее время входит в состав культурно-территориальной автономии «Лужицкая поселенческая область», на территории которой действуют законодательные акты земель Саксонии и Бранденбурга, содействующие сохранению лужицких языков и культуры лужичан.

## Население
Официальным языком в районе, помимо немецкого, является также нижнелужицкий язык.
Согласно статистическому сочинению «Dodawki k statisticy a etnografiji łužickich Serbow» Арношта Муки в 1884 году в деревне проживало 773 жителей (все без исключения лужичане).
Лужицкий демограф Арношт Черник в своём сочинении «Die Entwicklung der sorbischen Bevölkerung» указывает, что в 1956 году при общей численности в 1012 жителей серболужицкое население деревни составляло 4,6 % (из них 40 взрослых владели активно нижнелужицким языком и 7 взрослых — пассивно).
| 2006 | 2007 | 2008 | 2009 | 2010 | 2011 | 2012 | 2013 | 2017 | 2018 | 2019 | 2020 | 2021 |
| ---- | ---- | ---- | ---- | ---- | ---- | ---- | ---- | ---- | ---- | ---- | ---- | ---- |
| 1314 | 1369 | 1273 | 1247 | 1237 | 1243 | 1235 | 1241 | 1238 | 1235 | 1239 | 1228 | 1227 |